# Augustus Gilchrist
Augustus Gilchrist (Clinton, 15 ottobre 1989) è un ex cestista statunitense.